# Alchisme elevata
Alchisme elevata är en insektsart som beskrevs av Goding 1930. Alchisme elevata ingår i släktet Alchisme och familjen hornstritar. Inga underarter finns listade i Catalogue of Life.